# 唐纳德·普雷蒂
唐纳德·普雷蒂（英語：Donald Pretty，1936年6月11日—），加拿大男子赛艇运动员。他曾代表加拿大参加1956年和1964年夏季奥林匹克运动会赛艇比赛，其中1956年奥运会获得一枚银牌。